# 캐나다의 지리

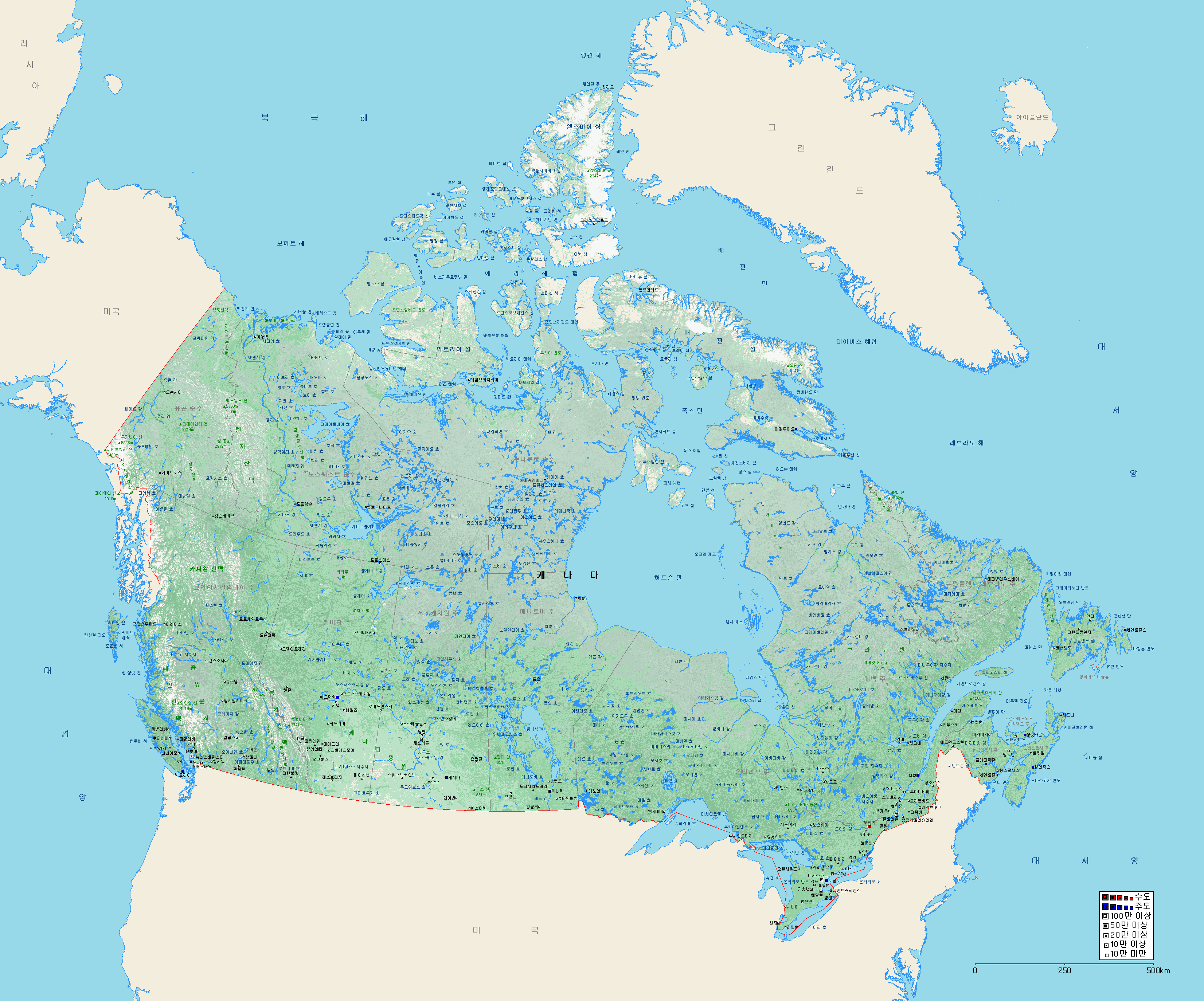
캐나다의 지도

캐나다의 지리는 방대하고 다양하다. 북미 대륙의 북쪽 영역 대부분을 차지하는(정확히 41%) 캐나다는 국토의 총 면적에서 러시아 다음으로, 세계에서 두 번째로 큰 나라다.
캐나다 영토의 폭은 매우 광대해서 서쪽으로는 태평양과, 동쪽으로는 대서양(이 나라의 모토다)과, 남쪽으로는 미국과(미국과 접해 있음), 그리고 북서쪽(알래스카)과 북으로는 북극해와 만나고 있으며, 북동쪽에는 그린란드가 있다. 뉴펀들랜드 해안의 남쪽으로 떨어져서는 프랑스 해외 공동체인 생-삐에르와 미퀠런이 있다. 1925년부터 캐나다는 북극의 경도 60°W에서 141°W 영역을 국토로 주장하고 있는데 국제적으로 받아들여지지는 않다.
9,984,670 km2를 포함하여(땅: 9,093,507 km2, 내수면: 891,163 km2) 캐나다는 러시아 영토의 3/5이 약간 안 되고, 호주 영토의 1.3배가 약간 안 되고, 유럽보다 약간 작고, 영국의 40.9배가 넘는다. 총 면적으로 캐나다는 중국보다 약간 큰 미국보다도 약간 크다. 그러나 캐나다는 육지 면적으로는 두 나라보다 조금 작아서(중국은 9,596,960 km2, 미국은 9,161,923 km2) 4위가 된다.
캐나다의, 그리고 전 세계에서 최북단의 정착지는 엘레스미어 섬의 북쪽 끝에 있는 캐나다군 앨러트 기지(누나부트 앨러트의 바로 북쪽)로, 북위 82.5도이며 북극점에서 겨우 834킬로미터 떨어져 있다.
자성 북극점은 캐나다 영토 내에 위치하고 있지만 최근 측정에 따르면 시베리아 쪽으로 이동하고 있다.
캐나다의 수도는 오타와이다.

## 물리적 지리
캐나다의 물리적 지리는 매우 다양하다. 캐나다의 여러 극한 점에 의해 둘려 있는데 9,984,670 km2를 포함하며 다양한 지리기후적 지역을 모두 갖추고 있다. 캐나다는 방대한 영해를 포함하는데, 세계에서 가장 긴 해안선 202,080킬로미터를 갖고 있다.

### 애팔래치아산맥
애팔래치아산맥은 남쪽 미국의 앨라배마에서 가스페 반도와 아틀란틱 주들을 가로질러 뻗어 있으며, 강과 계곡으로 파인 완만한 언덕을 만들었다. 남부 퀘벡도 가로지르고 있다. 이웃 주들과 반대로 프린스 에드워드섬은 전체적으로 침전 사암으로 구성되어 있다.
애팔래치아산맥(더 명확히 말하자면 노틀담산맥과 롱 레인지산맥)은 오래되고 침식된 산맥으로 약 3억 8천만 년 되었다. 애팔래치아산맥에서 주목할 만한 산에는 자크-카티어산(퀘벡, 1268미터)과 칼레턴산(뉴브런즈윅, 817미터)이 포함되어 있다. 애팔래치아산맥의 일부가 풍부한 동식물군의 보금자리이며 마지막 빙하기 동안 암봉을 갖고 있던 것으로 여겨진다.

### 호수와 세인트로렌스 분지
여러 호수와 종종 세인트로렌스 하지라고 불리는 세인트로렌스 분지에 모 섞인 숲의 보금자리였는데 요즘에 이 숲은 농경과 벌목으로 잘려나갔고 남은 숲은 엄격히 보호받고 있다.
이런 하지의 소실이 평야와 평탄한 곳에서 특히 진행되면서 몬트리얼 언덕이라고 알려진 심성암 저반들의 집단이 이 지역의 가장 평평한 지역을 가로질러 나타났다. 가장 주목할 만한 곳은 몬트리얼의 마운트 로열과 몽 생-힐러리다. 이 언덕들은 희소 광물이 굉장히 풍부한 것으로 알려져 있다.

### 캐나다 순상지
서스캐처원, 마니토바, 온타리오 그리고 퀘벡, 래브라도의 북부와 래브라도와 뉴펀들랜드 주의 중앙 부분은 캐나다 순상지라고 알려진 거대한 암상 위에 위치해 있다. 캐나다 순상지는 침식된 언덕으로 대부분 구성되어 있고 특히 퀘벡과 온타리오에서는 수력 발전에 이용되는 많은 중요한 강들을 포함하고 있다. 캐나다 순상지는 허드슨만 분지인 웻랜즈를 둘러싸고 있다. 캐나다 순상지 일부 특정 지역은 산지로 계산되기도 한다. 이곳에는 톤갓과 로렌시아 산맥이 포함된다.
캐나다 순상지에서는 집중적인 농사를 할 수가 없으나 생계형 농사와 소형 농장이 계곡과 호수를 둘러 있으며, 특히 남부에 많다. 북방림은 캐나다 순상지의 많은 부분을 장악하고 있으며 중요한 목재를 제공하는 침엽수들과 섞여 있다. 이 지역은 대량의 광물이 묻혀 있는 것으로 알려져 있다.

### 캐나다 초원
캐나다 초원은 광대한 침적 평원의 일부로 앨버타, 남부 서스캐처원과 남부 마니토바뿐 아니라 로키산맥과 그레이트 슬레이브 호와 그레이트 베어 호 사이의 남서 지역의 대부분을 차지한다. 초원은 일반적으로 (대부분 평평한) 남부 지역들에서 대규모 집중 농장업을 지탱할 수 있는 농경 가능 지역으로 묘사된다. 그러나 사이프레스 언덕과 앨버타의 배드랜드와 같은 일부 지역은 상당히 언덕져 있다.

### 서부 대산맥
아메리카 대산맥의 일부인 캐나다 대산맥은 동쪽의 로키산맥에서 태평양까지 뻗어 있다.
캐나다 로키산맥은 대륙을 나누는 중요 지형으로 아메리카 북서에서 남서까지 뻗어 있다. 콜럼비아와 프레이저 강들은 캐나다 로키산맥에서 발원하며 태평양으로 흘러가는 두 번째와 세 번째로 큰 강이다. 산맥의 바로 서쪽은 대형 내부 고원으로 중앙 브리티시컬럼비아주의 칠코틴과 카리부 지역(프레이저 고원)과 더 북쪽의 네차코 고원을 포함하고 있다. 북동 브리티시컬럼비아주의 피스 강 계곡은 개나다의 농경 가능한 최북단 지역으로 캐나다 초원의 일부다. 브리티시컬럼비아주의 남부 중앙에 있는 오카나간 계곡의 고온건조한 기후는 과일 재배와 포도주 산업에 이상적인 조건을 제공한다. 남부 오카나간에는 캐나다의 유일한 사막이 있다. 이 건조한 목초지는 산맥 사이 사막의 이어진 부분으로 멕시코에서 미국을 거쳐 북으로 뻗어서 브리티시컬럼비아주 오소유즈에서 끝난다. 고원과 해변 사이는 두 번째 산악 영역으로 해안산맥이다. 해안산맥에는 넓은 중위도 설원이 펼쳐져 있다.
밴 쿠버 섬의 남쪽 해안은 후안 데 푸카, 조지아, 그리고 존스톤 해협이 연속되어서 중심지와 분리되어 있다. 이러한 해협에는 많은 섬들이 있으며 걸프 섬들이 주목할 만하다. 알래스카 경계 근처의 북쪽에는 퀸샬롯 섬이 헤케이트 해협이 벨라 쿨라 지역에서부터 놓여 있다. 내부 고원과 강 계곡 이외의 지역으로는 브리티시컬럼비아주의 칩엽수림이 있다.

### 캐나다의 북극
북극의 가장 큰 영역이 끊임없는 영구빙과 나무의 북쪽 한계인 툰드라로 구성되어 있지만 지리학적으로는 여러 다양한 영역으로 둘러싸여 있다. 이뉴이족 영역(엘레스미어 섬의 영국 제국의 영역과 미국영역)은 세계에서 최북단 산악 체계를 포함하고 있다. 북극 하지와 허드슨 베이 하지는 종종 캐나다 쉴드라고 지칭되는 지리학적 영역의 실질적인 부분이 된다(단일 지리 영역에 반하여). 북극 땅은 대부분 영구 동토로 되어 있어서 건설이 매우 어렵고 모험에 가까우며 농경은 실질적으로 불가능하다.
나무 한계선 이북으로 정의할 때 북극은 누나부트와 유콘, 마니토바, 온타리오, 퀘벡 그리고 래브라도 북서 영토의 최북단 지역의 대부분을 포함한다.

## 수문
캐나다의 주요 생물 군계:
- 툰드라
- 아한림
- 혼합림
- 활엽수림
- 초원
- 로 산맥 - 여러 종류의 툰드라와 숲들을 포함하는 식물
- 온대 침엽수림 - BC주 해변의 온대 침엽수림이 그 예

## 인구 지리학
캐나다는 13 주와 영토로 나뉜다. 통계 캐나다에 따르면, 인구의 72%가 남쪽의 미국 국경 150킬로미터 이내에 집중되어 있으며, 70%는 북귀 49도 아래에, 60%는 윈저, 온타리오와 퀘벡시 사이의 그레이트 레이크와 세인트 로렌스 강을 따라 살고 있다. 이로 캐나다 영토의 대부분은 인구가 희박한 황야이며, 캐나다의 인구밀도는 평방 킬로미터당 3.5명으로 세계에서 가장 희박한 편이다. 그럼에도 불구하고 캐나다 인구의 79.7%는 도심 지역에 살고 있는데, 이곳의 인구 밀도는 증가하고 있다.
캐나다는 방비되지 않는 가장 긴 국경을 미국과 맞대고 있는데 8,893킬로미터(알래스카와는 2,477킬로미터)이다. 그린란드의 덴마크 섬 국방은 캐나다의 북동쪽에 위치하고 있으며 배핀 베이와 데이비스 해협의 캐나다 북극 섬들과 나뉘어 있다. 생-삐에르와 미켈론의 프랑스 섬들은 세인트 로렌스의 걸프에 있는 뉴펀들랜드의 남부 해변과 떨어져 있으며 캐나다의 배타 경제 수역으로 고립된 연해주를 갖고 있다.
미국과 근접한 캐나다의 지리는 역사적으로만이 아니라 정치적으로도 두 나라를 함께 묶고 있다. 소련(현재의 러시아)과 미국의 사이라는 캐나다의 위치는 냉전 기간 동안 북극으로 가는 루트로서 전략적으로 매우 중요했고, 캐나다는 두 나라의 공중으로 가는 가장 빠른 항공로이며 대륙간 탄도 미사일의 가장 직접적인 경로이다. 냉전이 종식되면서 캐나다의 북극 영해 주장이 지구 온난화가 북서쪽 길을 열어줄 만큼 얼음을 녹인다면 더더욱 중요해지리라는 추측이 힘을 얻고 있다.
비슷하게 엘리스미어 섬과 북부 그린란드 사이의 나레스 해협에 있는 작지만, 덴마크와 분쟁이 되는 한스 섬은 북극에서 캐나다의 전반적인 영유권 주장에 대해 도전하는 도화선이 될 것이다.
더 유명한 미국의 포코너스(유타주)와 비슷하게 캐나다는 두 주와 두 영역을 카스바 호수 근처에 공통되는 점을 갖고 있다.

## 천연자원
캐나다의 풍부한 천연자원은 캐나다 경제에 지속적으로 중요한 영향을 미쳤다. 주요 자원 기반 산업은 어업(양식), 임업, 농업, 석유 산업과 광업이 있다.
양식 산업은 역사적으로 캐나다의 가장 강력한 산업이었다. 뉴펀들랜드와 떨어져 있는 그랜드 뱅크의 비교할 수 없는 대구의 양으로 이 산업이 16세기에 시작되었다. 오늘날 이러한 양은 거의 바닥을 치고 있으며 그들의 보존이 연해주들의 급선무가 되었다. 서해안에서 참치 어획양은 현재 제한되고 있다. 덜 고갈된 (그러나 여전히 엄청 부족한) 연어는 여전히 양식 산업을 주도적으로 이끌고 있다. 캐나다는 12해리(약 22킬로미터)를 영해로 주장하고 있으며 24해리(약 44킬로미터)를 인접 구역으로 선언해서 배타 경제 수역은 200해리(약 370킬로미터)이며 200해리의 대륙붕 또는 대륙 연변까지라고 주장하고 있다.
임업은 오랫동안 캐나다의 주요 산업이 되어 왔다. 삼림 생산물은 수출의 1/5을 기여한다. 대규모 임산업이 있는 지역은 BC주, 온타리오와 퀘벡이다. 캐나다 국토의 54%가 숲으로 덮여 있다. 아한림은 캐나다 임지의 4/5를 차지하고 있다.
캐나다 땅의 5%가 경작 가능한 곳이지만, 어느 곳도 다년생 작물을 재배할 수는 없다. 캐나다 땅의 3%가 영구 방목지다. 캐나다에는 7,200 km2의 관계 농지(1993년 측정)가 있다. 캐나다의 농경 지역은 캐나다 초원, 하부 메인랜드, 브리티시컬럼비아 주의 내부 고원, 세인트 로렌스 분지와 캐나다 연해를 포함한다. 캐나다의 주요 작물로는 초원에서 아마, 귀리, 밀, 옥수수, 보리, 사탕무와 호밀이, 서부 온타리오에서 아마와 옥수수가, 연해에서는 귀리와 감자가 포함되어 있다. 과일과 야채는 일차적으로 노바스코샤의 아나폴리스 계곡, 남서부 온타리오, 온타리오의 골든 홀스쇼어, 조지안 베이의 남해안, 브리티시컬럼비아 주의 오카나간 계곡에서 재배된다. 소와 양은 브리티시컬럼비아 주의 계곡들에서 사육된다. 소와 양, 돼지는 초원에서 길러지며, 소와 돼지는 서부 온타리오에서, 양과 돼지는 퀘벡에서, 양은 연해에서 각각 길러진다. 중요 낙농 지역은 노바스코샤 중심부, 남부 뉴브런즈윅, 세인트 로렌스 계곡, 북동부 온타리오, 남서부 온타리오, 마니토바의 레드 강 계곡과 동부 브리티시컬럼비아의 계곡들, 밴쿠버 섬과 하루 메인랜드다.
화석 연료는 더욱 최근에 캐나다에서 개발된 자원이다. 비록 캐나다의 원유 매장량이 적지만 최근 수십 년 간의 기술 개발이 알버타 주의 타르 샌드에서 석유 생산을 가능케 해서 캐나다를 세계에서 가장 많은 석유 보유국으로 만들었다. 다른 형태로 캐나다의 산업은 오래 개발한 대규모 석탄과 천연가스 매장량이 있다.
캐나다의 광물 자원은 다양하고 거대하다. 캐나다 실드를 가로지르는 곳과 북부에는 대량의 철, 니켈, 아연, 구리, 금, 납, 몰리브덴과 우라늄이 있다. 대형의 다이아몬드 선광이 최근 북극 지방에서 개발되어 캐나다가 세계 최다 생산국의 하나가 되었다.
캐나다의 많은 강은 많은 수력 발전을 제공해 왔다. 브리티시컬럼비아, 온타리오, 퀘벡, 그리고 래브라도에서 대형으로 건설된 많은 댐이 오랫동안 깨끗하고 믿을 수 있는 에너지를 제공해 왔다.

## 자연재해
북방의 연결된 영구 동토층은 개발에 심각한 장애물이다. 로키산맥 동쪽에서 발생하는 폭풍은 북극, 태평양, 북미 내륙의 대량의 공기가 섞여서 만들어지며 캐나다의 눈과 비의 대부분을 쏟아낸다.

## 현재의 환경 문제
공기 오염과 그 결과인 산성비는 호수에 심각하게 영향을 미치며 숲은 손상시킨다. 금속 제련과 석탄 연소 시설, 차량 배기가스는 농업과 임업 생산에 피해를 준다. 농업과 산업, 광업, 그리고 임업 활동 때문에 해양수가 오염되고 있다.

## 극점
캐나다 극점의 목록으로 이 점들은 다른 지역보다 더 북쪽, 남쪽, 동쪽 또는 서쪽에 있다.

### 캐나다
- 최북단 지점
  - 땅: 케이프 콜롬비아, 엘리즈미어 섬, 누나부트 - 북위 83°06', 서경 69°57'
  - 물: 북극점 - 북위 90°
- 최남단 지점: 온타리오 미들 섬 - 북위 41°41', 서경 82°40'
- 최서단 지점: 유콘-알래스카 국경 - 서경 141°00'
- 최동단 지점: 뉴펀들랜드 케이프 스피어 - 북위 47°31', 서경 52°37' 북위 47°31′24″, 서경 52°37′10″

### 캐나다(본토)
- 최북단 지점: 누나부트 부티아 반도의 머치슨 갑 - 북위 71°58'
- 최남단 지점: 온타리오의 펠리 지점 - 북위 41°58'
- 최서단 지점: 유콘-알래스카 국경 - 서경 141°00'
- 최동단 지점: 뉴펀들랜드와 라브라도의 케이프 세인트 찰스 - 북위 52°13', 서경 55°37' 북위 52°13′03″, 서경 55°37′15″

### 고도상 극점들
- 최하단 지점: 바다 수위 - 0미터
- 최상단 지점: 로건 산 - 5,959미터

## 같이 보기
- 캐나다 로키산맥